# 9308 Randyrose
9308 Randyrose è un asteroide della fascia principale. Scoperto nel 1987, presenta un'orbita caratterizzata da un semiasse maggiore pari a 2,3891305 UA e da un'eccentricità di 0,2186407, inclinata di 7,38618° rispetto all'eclittica.